# Saison 8 de The Walking Dead
Chronologie
Saison 7 Saison 9
La huitième saison de The Walking Dead, série télévisée américaine inspirée de la bande dessinée du même nom de Robert Kirkman et Charlie Adlard, est constituée de seize épisodes diffusés depuis le 22 octobre 2017 sur AMC, aux États-Unis.
Cette saison suit les aventures de Rick Grimes et son groupe, depuis la contre-attaque des différentes communautés contre les Sauveurs jusqu'à la défaite de ces derniers au terme d'une ultime bataille et l'emprisonnement de Negan.

## Généralités
La trame de l'histoire et l'évolution des personnages de la série télévisée sont indépendantes des comics dont elle s'inspire.
Après un phénomène d'origine virale qui a subitement transformé la majeure partie de la population mondiale en « rôdeurs » ou morts-vivants, un groupe d'Américains guidé par Rick Grimes, ancien adjoint de shérif d'un comté de Géorgie, tente de survivre.

## Synopsis
Après une longue période de soumission et d’humiliation, Rick et sa bande déclarent la guerre à Negan et ne reculeront désormais devant rien pour l’emporter.

## Distribution

### Acteurs principaux
- Andrew Lincoln (VF : Tanguy Goasdoué) : Rick Grimes
- Norman Reedus (VF : Emmanuel Karsen) : Daryl Dixon
- Lauren Cohan (VF : Marie Giraudon) : Maggie Greene Rhee
- Chandler Riggs (VF : Hervé Grull) : Carl Grimes (épisode 1 à 9 et 15)
- Danai Gurira (VF : Laura Zichy) : Michonne
- Melissa McBride (VF : Françoise Rigal) : Carol Peletier
- Lennie James (VF : Thierry Desroses) : Morgan Jones
- Alanna Masterson (VF : Pamela Ravassard) : Tara Chambler
- Josh McDermitt (VF : Ludovic Baugin) : Dr Eugene Porter
- Christian Serratos (VF : Adeline Chetail) : Rosita Espinosa
- Seth Gilliam (VF : Serge Faliu) : le père Gabriel Stokes
- Ross Marquand (VF : Thibaut Lacour) : Aaron
- Jeffrey Dean Morgan (VF : Jérémie Covillault) : Negan

#### Acteurs co-principaux
- Khary Payton (VF : Rody Benghezala) : Roi Ezekiel
- Katelyn Nacon (VF : Marie Facundo) : Enid
- Austin Amelio (VF : Alexis Victor) : Dwight
- Tom Payne (VF : Emmanuel Lemire) : Paul « Jesus » Rovia
- Steven Ogg (VF : Joël Zaffarano) : Simon (épisode 1 à 15)
- Xander Berkeley (VF : Stefan Godin) : Gregory
- Pollyanna McIntosh (VF : Émilie Duchênoy) : Jadis

### Acteurs récurrents
- Cooper Andrews (VF : Nathanel Alimi) : Jerry (13 épisodes)
- Kenric Green (VF : Éric Peter) : Scott (9 épisodes)
- Kerry Cahill : Dianne (9 épisodes)
- Peter Zimmerman : Eduardo (9 épisodes)
- Joshua Mikel (VF : Stanislas Forlani) : Jared (8 épisodes)
- Callan McAuliffe (VF : Nicolas Dussaut) : Alden (8 épisodes)
- Macsen Lintz : Henry (8 épisodes)
- Avi Nash (VF : Pascal Grull) : Siddiq (8 épisodes)
- James Chen : Kal (8 épisodes)
- Jason Douglas (VF : Bernard Gabay) : Tobin (7 épisodes)
- Mike Seal : Gary (7 épisodes)
- Nadine Marissa : Nabila (7 épisodes)
- Mandi Christine Kerr : Barbara (6 épisodes)
- Traci Dinwiddie (VF : Nathalie Karsenti) : Regina (6 épisodes)
- Jayson Warner Smith (VF : Régis Lang) : Gavin (5 épisodes)
- Elizabeth Ludlow : Arat (5 épisodes)
- Lindsley Register (VF : Cindy Tempez) : Laura (5 épisodes)
- Adam Fristoe (VF : Cédric Barbereau) : Dean (5 épisodes)
- Thomas Francis Murphy (de) (VF : Gilbert Lévy) : Brion (4 épisodes)
- Daniel Newman (VF : Valentin Merlet) : Daniel (4 épisodes)
- Sabrina Gennarino (VF : Audrey Pouffer) : Tamiel (4 épisodes)
- Ted Huckabee  : Bruce (4 épisodes)
- Carlos Navarro (en) : Alvaro (4 épisodes)
- Karen Ceesay (VF : Aurélie Konaté) : Bertie (4 épisodes)
- Sydney Park (VF : Camille Donda) : Cyndie (4 épisodes)
- Jordan Woods-Robinson (VF : Stanislas Forlani) : Eric Raleigh (3 épisodes - récurrence à travers les saisons)

### Invités
- Jeremy Palko (VF : Jeff Esperansa) : Andy (épisodes 1 à 3)
- Brett Gentile : Freddie (épisodes 1 et 2)
- Dahlia Legault (VF : Cathy Diraison) : Francine (épisodes 1 et 2)
- Juan Gabriel Pareja (VF : Luc Boulad) : Morales (épisodes 2 et 3)
- Lee Norris (VF : Olivier Podesta) : Todd (épisodes 2 et 3)
- Lindsey Garrett (VF : Pauline Ziadé) : Mara (épisode 2)
- Jason Burkey (VF : Jonathan Benhamou) : Kevin (épisodes 4, 11 et 13)
- Charles Halford (VF : Frédéric Souterelle) : Yago (épisodes 4 et 5)
- Deborah May (en) (VF : Josiane Pinson) : Natania (épisode 8)
- Jayne Atkinson (VF : Emmanuèle Bondeville) : Georgie (épisode 12)

## Production

### Développement
Le 17 octobre 2016, la série a été renouvelée pour une huitième saison de seize épisodes, une semaine avant le début de la diffusion de la septième. Cette saison marque le 100e épisode de la série et sera réalisé par Gregory Nicotero.
Le 22 juillet 2017, le premier trailer de cette huitième saison a été dévoilé lors du Comic-Con de San Diego.

### Attribution des rôles
En avril 2017, Khary Payton (Ezekiel), Steven Ogg (Simon) et Pollyanna McIntosh (Jadis) sont promus au statut d'acteurs principaux lors de la huitième saison.

### Tournage
Le tournage de la huitième saison a débuté le 25 avril 2017 en Géorgie. Toutefois, à la suite du décès survenu le 14 juillet 2017 de John Bernecker, un cascadeur de 33 ans, le tournage a été arrêté et a repris dès le 17 juillet,,.

### Diffusions
Aux États-Unis, elle est diffusée depuis le 22 octobre 2017.
La diffusion francophone se déroule ainsi :
En France, elle est diffusée depuis le 23 octobre 2017 sur OCS Choc en VOSTFr et depuis le 13 mai 2018 sur cette même chaîne en VF ;
En Belgique, depuis le 25 octobre 2017 sur Be Séries en VOSTFr et depuis le 1er mai 2018 sur BeTV en VF ;
En Suisse, depuis le 31 octobre 2017 sur RTS Un en VOSTFr.

## Liste des épisodes
1. Miséricorde
2. Les Damnés
3. Monstres
4. Un type ordinaire
5. Une terreur comme vous
6. Le Roi, la Veuve et Rick
7. Après, c'est maintenant
8. Y'a que comme ça que ça peut marcher
9. Honneur
10. Les Égarés et les Pillards
11. Vivant ou Mort ou
12. La Clé
13. Ne nous égare pas
14. Ça compte encore
15. Valeur
16. Colère

### Épisode spécial: titre français inconnu (Preview Special)
- États-Unis : 10 septembre 2017 sur AMC[1]

- États-Unis : 1,92 million de téléspectateurs[11] (première diffusion)

- Épisode récapitulatif diffusé à 20 h sur AMC.

### Épisode 1:Miséricorde
- États-Unis : 22 octobre 2017[12] sur AMC
- France : 
  - 23 octobre 2017 sur OCS Choc[8],[13] (en VOSTFr)
  - 13 mai 2018 sur OCS Choc[9] (en VF)
- Belgique : 
  - 25 octobre 2017 sur Be Séries (en VOSTFr)
  - 1er mai 2018 sur Be Séries[14] (en VF)
- Suisse : 31 octobre 2017 sur RTS Un[10] (en VOSTFr)

- États-Unis : 11,44 millions de téléspectateurs[15] (première diffusion)

- Mandi Christine Kerr (Barbara)
- Kinsley Isla Dillon (Judith à 6 ans)
- Avi Nash (Siddiq)

Rick, Maggie et Ezekiel rassemblent leurs communautés pour lancer une contre-attaque contre Negan et les Sauveurs. Tandis que Carl rencontre un vagabond, Michonne et Rosita, en convalescence à la suite de sa blessure, restent à Alexandria pendant que les différents membres des trois communautés se préparent à la guerre. Ils éliminent un à un les Sauveurs postés à différents endroits stratégiques, puis se rendent devant les portes du Sanctuaire, armés et protégés. Negan fait alors son entrée en dehors du Sanctuaire, sur un balcon, accompagné d'Eugene, de Dwight, de Simon, de Gavin et de Gregory, l'ancien leader de la Colline, qui tente, sans succès, de rallier les membres de la Colline à sa cause, car tous soutiennent fermement Maggie. De leur côté, Carol, Daryl, Morgan et Tara guident une horde de rôdeurs jusqu'au Sanctuaire grâce à des explosions. Au Sanctuaire, Rick lance un ultimatum aux Sauveurs en leur offrant la possibilité d'abandonner Negan et de se rallier à eux. Rick décide alors d'effectuer un décompte pour que Negan rende les armes, mais lance l'assaut contre lui avant la fin du décompte. Negan parvient à éviter les balles, mais, déstabilisé par les tirs, reste bloqué à l'extérieur du Sanctuaire. Tous mitraillent alors en direction des vitres du bâtiment pour faire reculer les Sauveurs et attirer la horde grâce aux coups de feu. Ils font alors pénétrer le camping-car dans l'enceinte du repaire de Negan, et le font exploser. Le Sanctuaire en flammes, le groupe dirigé par Rick, Maggie et Ezekiel prend l'avantage, mais quitte les lieux avant l'arrivée de la horde. Alors qu'il s'apprête à partir aussi, le père Gabriel sauve Gregory d'une mort certaine mais ce dernier s'enfuit avec le véhicule du prêtre. Seul, entouré de rôdeurs, Gabriel se réfugie dans une caravane mais se retrouve contre toute attente face à Negan, qui a lui aussi trouvé refuge dans la caravane pour se protéger des combats et des rôdeurs.
Sur le chemin du retour, le groupe mené par Carol et Ezekiel se retrouve face à un Sauveur armé d'une grenade qu'il fait exploser près d'eux. Le reste des troupes se divise en plusieurs groupes, et se lancent à l'attaque de différentes avant-postes pour éviter l'arrivée de renforts et ainsi conserver l'avantage sur Negan.
- Pollyanna McIntosh n'apparaît pas dans cet épisode.
- Cet épisode est le 100e de la série et à cette occasion, l'épisode est truffé d'anecdotes rappelant plusieurs épisodes passés.

### Épisode 2:Les Damnés
- États-Unis : 29 octobre 2017 sur AMC
- France : 
  - 30 octobre 2017 sur OCS Choc[13] (en VOSTFr)
  - 13 mai 2018 sur OCS Choc[9] (en VF)
- Suisse : 31 octobre 2017 sur RTS Un[10] (en VOSTFr)
- Belgique : 
  - 1er novembre 2017 sur Be Séries (en VOSTFr)
  - 1er mai 2018 sur Be Séries[14] (en VF)

- États-Unis : 8,92 millions de téléspectateurs[16] (première diffusion)

- Juan Gabriel Pareja (Morales)

Les amis et alliés de Rick sont répartis en plusieurs groupes, menés par les leaders emblématiques : Jesus, Morgan et Tara guident un groupe vers la base satellite détenue par les Sauveurs. Tout se déroule comme prévu, les ennemis sont abattus, jusqu'au moment où Jesus et Tara tombent sur un homme s'étant uriné dessus qui semble terrorisé et veut se rendre. Tara veut l'abattre, mais Jesus ne parvient pas à se résoudre à tuer un homme les mains en l'air. Finalement, l'homme prend Jesus en otage et le menace. Il arrive à s'en sortir mais ne le tue pas, il préfère le ligoter et le laisser sur place. Leur groupe parvient à prendre le contrôle de la base, mais au moment où ils tombent sur les derniers survivants Jesus ne peut se résoudre à tous les tuer. Les hommes de Negan se rendent et déposent les armes. Morgan ne comprend pas ce choix, mais ils décident de laisser les trois leaders prendre la décision sur leur sort.
Juste après le déclenchement de la grenade, le groupe mené par Carol et Ezekiel s'en sort et tente de retrouver le Sauveur qui a déclenché la grenade avant qu'il ne prévienne les autres de leur arrivée. Ezekiel mène sa troupe en souriant, et il explique à Carol qu'il reste positif parce que c'est son rôle en tant que Roi.
Aaron, Eric et Tobin sont partis avec les voitures blindées attaquer le QG de Negan. Les échanges de balles pleuvent entre les deux camps. Mara, membre des Sauveurs, finit par comprendre pourquoi le groupe d'Aaron reste aussi éloigné pour attaquer : ils attendent que ceux qu'ils ont tué reviennent à la vie et s'attaquent aux membres survivants. Mais cela prend du temps et Eric est touché par balle. Le groupe bat en retraite.
- Lauren Cohan, Danai Gurira, Josh McDermitt, Christian Serratos, Seth Gilliam, Jeffrey Dean Morgan, Austin Amelio, Xander Berkeley, Katelyn Nacon, Steven Ogg et Pollyanna McIntosh n’apparaissent pas dans cet épisode.
- Cet épisode marque le retour de Juan Gabriel Pareja dans le rôle de Morales.

### Épisode 3:Monstres
- États-Unis : 5 novembre 2017 sur AMC
- France : 
  - 6 novembre 2017 sur OCS Choc[13] (en VOSTFr)
  - 20 mai 2018 sur OCS Choc (en VF)
- Suisse : 7 novembre 2017 sur RTS Un (en VOSTFr)
- Belgique : 
  - 8 novembre 2017 sur Be Séries (en VOSTFr)
  - 8 mai 2018 sur Be Séries[14] (en VF)

- États-Unis : 8,52 millions de téléspectateurs[17] (première diffusion)

Tandis que le groupe mené par Ezekiel et Carol parvient à abattre de nombreux Sauveurs grâce à une stratégie efficace, Morales tient toujours Rick en joue. Les deux anciens alliés se confient : Morales a perdu sa femme et sa fille en tentant de rejoindre Birmingham, puis a erré seul jusqu'à ce que les Sauveurs le trouvent et le sauvent. Rick lui révèle les morts de Lori, Shane, Andrea et Glenn, et précise que c'est Negan qui a tué ce dernier. Néanmoins, il ne semble pas attristé par ces révélations, affirme qu'il est Negan, et considère Rick comme un monstre. Daryl fait alors irruption dans la pièce et abat sans hésiter Morales d'une flèche en pleine tête.
Rick et Daryl sont pris au piège par les Sauveurs, parviennent à en éliminer quelques-uns, mais se retrouvent à court de munitions. Ils sont secourus par Aaron et le reste du groupe, qui opéraient à l'extérieur du bâtiment. Eric, le compagnon d'Aaron, décède de ses blessures. Après les affrontements, Aaron, dévasté, le découvre à l'état de rôdeur mais n'a pas le temps de l'achever.
Rick et Daryl sortent du bâtiment, et se retrouvent pris en joue par un Sauveur isolé. Ils parviennent à le faire sortir de sa cachette et à lui faire révéler l'emplacement de l'arsenal de Negan. Ils découvrent ainsi que les armes ont été déplacées vers l'avant-poste de Gavin deux jours avant le début des hostilités. Daryl finit alors par abattre le Sauveur, et Rick sauve Gracie, le nourrisson qu'il a découvert dans le bâtiment.
Alors que le groupe dirigé par Jesus, Morgan et Tara escorte les Sauveurs prisonniers vers la Colline pour laisser Maggie décider de leur sort, ils sont surpris par une horde de rôdeurs. Quelques prisonniers sont dévorés, tandis que d'autres, notamment Jared, parviennent à s'enfuir par les bois. Morgan les poursuit et finit par les rattraper, en abat un avant d'être désarmé par Jesus. Les deux hommes se battent alors en duel, Morgan prétextant qu'il faut suivre les ordres de Rick et les tuer, tandis que Jesus continue de penser qu'il est préférable de les laisser en vie tant que la guerre n'est pas terminée. Jesus prend finalement l'avantage sur Morgan, qui décide d'abandonner le groupe et de partir seul dans les bois.
De son côté, Gregory est retourné à la Colline mais s'en voit refuser l'accès par Maggie. Finalement, elle est prise de pitié pour lui, et lui ouvre les portes de la Colline. Le groupe de Jesus arrive alors à la Colline, et Maggie semble prendre le parti de Jesus plutôt que de Tara et Morgan.
- Chandler Riggs, Danai Gurira, Josh McDermitt, Christian Serratos, Seth Gilliam, Jeffrey Dean Morgan, Austin Amelio, Steven Ogg et Pollyanna McIntosh n'apparaissent pas dans cet épisode.

### Épisode 4:Un type ordinaire
- États-Unis : 12 novembre 2017 sur AMC
- France : 
  - 13 novembre 2017 sur OCS Choc[13] (en VOSTFr)
  - 20 mai 2018 sur OCS Choc (en VF)
- Suisse : 14 novembre 2017 sur RTS Un (en VOSTFr)
- Belgique : 
  - 15 novembre 2017 sur Be Séries (en VOSTFr)
  - 8 mai 2018 sur Be Séries[14] (en VF)

- États-Unis : 8,69 millions de téléspectateurs[18] (première diffusion)

Le groupe mené par le roi Ezekiel est tombé sous les tirs des mitrailleuses. Il ne semble rester aucun survivant, le terrain est jonché de corps criblés de balles. C'est alors qu'Ezekiel apparaît encore en vie sous une montagne de corps. Certains de ses fidèles ont eu un dernier geste envers lui en l'entourant pour qu'il ne se fasse pas toucher. Il se relève avec peine, sa jambe étant sérieusement blessée et découvre avec horreur que toute son équipe a perdu la vie, se réveillant tous en rôdeurs.
Pendant ce temps, Carol est partie inspecter l'intérieur des entrepôts. Elle parvient à éliminer un groupe mais se trouve prise en chasse par d'autres Sauveurs. Elle les voit charger les fameuses mitrailleuses dans un camion et tente de les empêcher de partir.
De l'autre côté, Ezekiel est en bien mauvaise posture, ne parvenant pas à marcher. C'est alors qu'un membre de son groupe arrive pour l'aider et ensemble ils tentent d'échapper à la horde de rôdeurs. Mais son fidèle se fait abattre d'une balle dans la tête : un Sauveur a repéré le roi et décide de le capturer pour l'amener vivant au Sanctuaire. Il tente de rejoindre l'entrepôt où se trouvent les voitures tout en faisant réaliser à Ezekiel qu'il n'est qu'un imposteur et que son rôle de « roi » est terminé. Mais il ne parvient pas à ouvrir la grille et les rôdeurs arrivent droit sur eux. Il décide alors de tuer le roi puisqu'il ne pourra pas franchir le portail avec lui. C'est alors qu'arrive Jerry, un fidèle d'Ezekiel, qui tranche en deux le Sauveur et le libère. Mais le problème de la grille est toujours là. Les deux hommes essaient de repousser les rôdeurs un à un.
Dans la cour, Carol a réussi à éliminer presque tous les Sauveurs. C'est alors qu'elle découvre Ezekiel et Jerry coincés derrière la grille. Un dilemme s'offre à elle : sauver ses compagnons ou empêcher les Sauveurs de partir avec les mitrailleuses. Elle choisit d'aider ses amis et tous les trois tentent de quitter les lieux. Mais les rôdeurs sont partout et Ezekiel les ralentit avec sa jambe blessée. Il affiche la volonté de se sacrifier pour permettre à Carol et Jerry de s'en sortir mais Jerry jure fidélité au roi. Ezekiel lui crie de ne plus l'appeler ainsi, qu'il est juste un type comme tout le monde. Alors qu'ils sont attaqués par de nouveaux rôdeurs, la tigresse Shiva (qui avait disparu depuis la fusillade) surgit de la forêt. Grâce à elle, le groupe est sauvé mais elle est submergée par le nombre de rôdeurs et se fait dévorer sous les yeux du roi, dévasté.
En parallèle, Rick et Daryl ont rejoint l'entrepôt et découvert le camion chargé de mitrailleuses sur le départ. Ils le prennent en chasse et réussissent à éliminer les Sauveurs pour récupérer le chargement tant convoité.
- Lauren Cohan, Chandler Riggs, Danai Gurira, Lennie James, Alanna Masterson, Josh McDermitt, Christian Serratos, Seth Gilliam, Jeffrey Dean Morgan, Austin Amelio, Tom Payne, Xander Berkeley, Katelyn Nacon, Steven Ogg et Pollyanna McIntosh n'apparaissent pas dans cet épisode.

### Épisode 5:Une terreur comme vous
- États-Unis : 19 novembre 2017 sur AMC
- France : 
  - 20 novembre 2017 sur OCS Choc[13] (en VOSTFr)
  - 27 mai 2018 sur OCS Choc (en VF)
- Suisse : 21 novembre 2017 sur RTS Un (en VOSTFr)
- Belgique : 
  - 22 novembre 2017 sur Be Séries (en VOSTFr)
  - 15 mai 2018 sur Be Séries[14] (en VF)

- États-Unis : 7,84 millions de téléspectateurs[19] (première diffusion)

Gabriel et Negan sont enfermés dans le bungalow. Le prêtre pense qu'il se retrouve ici afin de demander à Negan d'avouer ses péchés. Negan avoue seulement qu'il a eu une vraie femme avant tout ça, et qu'il l'a trompée alors qu'elle était malade. Petit à petit, les rôdeurs brisent la porte du bungalow et les deux prisonniers doivent envisager de partir. Ils se couvrent de chair humaine pour sortir discrètement. Le plan fonctionne un temps mais un rôdeur repère Gabriel.
Simon et les autres lieutenants se méfient les uns des autres, sachant que les forces de Rick doivent avoir des informations privilégiées. Les travailleurs du Sanctuaire deviennent de plus en plus frustrés par leurs conditions de vie, une émeute s'ensuit presque, jusqu'à ce que Negan revienne et rétablisse l'ordre tandis que Gabriel est enfermé dans une cellule. Un peu plus tard, une réunion est à nouveau organisé, cette fois avec Negan, dans le but de dénicher la taupe. C'est alors qu'Eugene se met à suspecter Dwight, sans pour autant en parler. 
Pendant ce temps, Rick et Daryl discutent de la façon de gérer les Sauveurs, et ne sont pas d'accord sur la marche à suivre. Les deux hommes en viennent aux mains. Lorsque la voiture contenant les armes explose, la bagarre s'arrête et les deux hommes décident de continuer leur route séparément.
- Lauren Cohan, Chandler Riggs, Danai Gurira, Melissa McBride, Lennie James, Alanna Masterson, Christian Serratos, Tom Payne, Katelyn Nacon, Khary Payton et Pollyanna McIntosh n'apparaissent pas dans cet épisode.

### Épisode 6:Le Roi, la Veuve et Rick
- États-Unis : 26 novembre 2017 sur AMC
- France : 
  - 27 novembre 2017 sur OCS Choc[13] (en VOSTFr)
  - 27 mai 2018 sur OCS Choc (en VF)
- Suisse : 28 novembre 2017 sur RTS Un (en VOSTFr)
- Belgique :
  - 29 novembre 2017 sur Be Séries (en VOSTFr)
  - 15 mai 2018 sur Be Séries[14] (en VF)

- États-Unis : 8,28 millions de téléspectateurs[20] (première diffusion)

Resté seul, Rick poursuit à pied sa chasse au trésor. Daryl enfourche sa moto pour reprendre la route vers Alexandria.
Cependant, rien n'a changé concernant le plan initial : maintenir le Sanctuaire envahi par les rôdeurs tout en positionnant des tireurs tout autour afin d'éviter toute tentative de fuite des Sauveurs. Le but de Rick étant de les affaiblir, en les privant de vivres. Il a fait circuler des lettres à ses acolytes stipulant qu'il espérait un assaut final deux jours plus tard.
En attendant, Rick se rend seul à la décharge dans l'espoir de renégocier un accord avec Jadis, la chef les Scavengers. Celle-ci s'avère plus réticente que Rick ne l'aurait espéré malgré les preuves photographiques que celui-ci lui a données. Elle refuse son offre et le fait prisonnier dans un container.
À la Colline, Grégory essaie de convaincre Maggie de sa loyauté envers le groupe, mais celle-ci, méfiante, émet quelques doutes quant à ses motivations, notamment sur le sort des prisonniers. Finalement, elle décide de les faire entrer dans l'enceinte de la colline et les place dans une cage à ciel ouvert, avec Gregory. Elle indique à Jesus qu'elle les maintient en vie uniquement dans l'idée de pouvoir les échanger contre d'éventuels prisonniers des communautés.
Dans les bois, Siddiq, le type que Rick a mis en fuite à la station-service est surpris par Carl. Afin de lui montrer sa confiance, il lui a apporté à boire et à manger. Après lui avoir posé les questions comme son père le faisait face à des inconnus, Carl lui annonce son intention de l'intégrer au groupe. C'est alors qu'ils croisent des rôdeurs dans la forêt.
- Lennie James, Josh McDermitt, Jeffrey Dean Morgan, Austin Amelio et Steven Ogg n'apparaissent pas dans cet épisode.

### Épisode 7:Après, c'est maintenant
- États-Unis : 3 décembre 2017 sur AMC
- France : 
  - 4 décembre 2017 sur OCS Choc[13] (en VOSTFr)
  - 3 juin 2018 sur OCS Choc (en VF)
- Suisse : 5 décembre 2017 sur RTS Un (en VOSTFr)
- Belgique :
  - 6 décembre 2017 sur Be Séries (en VOSTFr)
  - 22 mai 2018 sur Be Séries[14] (en VF)

- États-Unis : 7,47 millions de téléspectateurs[21] (première diffusion)

Les portes du container dans lequel Rick est retenu prisonnier s'ouvrent. Face à Jadis et trois Scavengers, il réitère sa proposition. Jadis, apparemment peu intéressée par cette offre, se contente de prendre quelques clichés de Rick ligoté et en caleçon.
Après avoir pris de brèves notes sur un cahier, Eugene va frapper à la porte de Dwight et lui annonce qu'il a découvert son double jeu. Après sa tentative de chantage, ce dernier explique au protégé de Negan que les Sauveurs sont fichus, que les réserves s'amenuisent et qu'il ferait mieux de faire profil bas s'il tient à sauver sa peau.
Après être sorti de chez le bras droit de Negan, Porter passe devant l'infirmerie et se fait interpeller par le Dr Emmett Carson qui lui demande son aide. En effet, l'état du Père Stokes s'aggrave et le médecin demande à Eugene de le surveiller pendant qu'il va chercher de quoi soigner Gabriel.
Pendant ce temps là, Morgan,Tara, Michonne, Daryl et Rosita continuent de surveiller le Sanctuaire tout en peaufinant leur plan.
Après avoir été convoqué par le grand chef, Eugene part bricoler un appareil sonore dont le but serait d'éloigner les walkers de l'enceinte du sanctuaire.
Dwight, qui le surveillait de près, le surprend et menace de le tuer s'il met son plan à exécution. Tentative de diversion inutile, puisque les rôdeurs finissent par investir les murs du Sanctuaire.
- Lauren Cohan, Chandler Riggs, Melissa McBride, Ross Marquand, Tom Payne, Xander Berkeley, Katelyn Nacon, Steven Ogg et Khary Payton n'apparaissent pas dans cet épisode.

### Épisode 8:Y a que comme ça que ça peut marcher
- États-Unis : 10 décembre 2017 sur AMC
- France : 
  - 11 décembre 2017 sur OCS Choc[13] (en VOSTFr)
  - 3 juin 2018 sur OCS Choc (en VF)
- Suisse : 12 décembre 2017 sur RTS Un (en VOSTFr)
- Belgique :
  - 13 décembre 2017 sur Be Séries (en VOSTFr)
  - 22 mai 2018 sur Be Séries[14] (en VF)

- États-Unis : 7,88 millions de téléspectateurs[22] (première diffusion)

Rick est en proie à une panique intense en constatant les dommages collatéraux à la suite de l'attaque du Sanctuaire. En effet, après avoir aperçu à la lunette d'un fusil qu'un camion poubelle était encastré dans un mur du Sanctuaire et que les lieux semblaient désertés de tout être vivant, ses troupes ne répondent pas davantage à ses incessants appels radio.
Jadis et ses hommes l'accompagnent tout de même dans l'enceinte du Sanctuaire lorsqu'ils essuient des rafales d'automatique. Voyant cela, Jadis et sa bande préfèrent prendre la poudre d'escampette, abandonnant Rick à son sort. Heureusement pour lui, Carol et Jerry arrivent à temps pour sortir leur ami de cette fâcheuse posture.
Aaron et Enid sont en route vers Oceanside afin de convaincre la communauté de s'allier à eux dans leur croisade contre les Sauveurs.
À Alexandria, Michonne discute avec Judith et lui dit qu'elle va s'absenter pour aller chercher son père tandis que de leur côté, Tara et Rosita vident un pick-up contenant diverses grenades.
En surveillance de nuit, Aaron surprend un intrus et réveille silencieusement Enid qui dormait à l'arrière du véhicule. Tous deux sortent silencieusement de la voiture. En apercevant le visiteur, l'adolescente tire et tue accidentellement une habitante d'Oceanside.
C'est la panique générale à Alexandria : Negan est devant les portes et pose un ultimatum aux habitants. Pendant ce temps, Ezekiel, isolé dans le théâtre du Royaume, médite devant une lettre écrite par son fidèle garde du corps lorsqu'il entend des bruits provoqués par une autre partie des troupes de Negan.
Jesus et Maggie sont à la tête d'un convoi nocturne. Selon eux, la reddition des Sauveurs est inéluctable. Cependant, un arbre en travers de la route les contraint à s'arrêter.
À Alexandria, le compte à rebours est en marche mais Carl a échafaudé un plan infaillible pour échapper aux foudres de Negan. De leur côté, Rosita, Daryl et Michonne se tiennent en embuscade aux abords d'une route forestière.
Au Royaume, Ezekiel ne s'avoue pas vaincu et semble prêt à tout pour éviter que le reste de ses concitoyens subissent le même sort que lors du massacre à un avant-poste des Sauveurs.
Entre-temps, Maggie arrive remontée à La Colline. Et pour cause : Simon a d'abord demandé à Gary, un de ses hommes de main, de tuer Jerry si elle ou quelqu'un d'autre tentait quoi que ce soit pour finalement abattre lui-même Neil de sang froid.
De retour à Alexandria, Rick, arme au poing, rentre dans son foyer et appelle sa famille lorsqu'il se fait surprendre par Negan. Chacun veut en découdre avec l'autre et l'affrontement est inévitable.
Michonne, restée à Alexandria, se fait surprendre par un Sauveur. Juste après l'avoir tué et s'être acharnée contre lui, Rick la rejoint et lui demande où sont les autres.
- Cet épisode est le dernier diffusé avant la pause hivernale aux États-Unis.
- Cet épisode a une durée totale de 59 minutes.

### Épisode 9:Honneur
- États-Unis : 25 février 2018 sur AMC
- France : 
  - 26 février 2018 sur OCS Choc[13] (en VOSTFr)
  - 10 juin 2018 sur OCS Choc (en VF)
- Suisse : 27 février 2018 sur RTS Un (en VOSTFr)
- Belgique : 
  - 28 février 2018 sur Be Séries (en VOSTFr)
  - 29 mai 2018 sur Be Séries[14] (en VF)

- États-Unis : 8,28 millions de téléspectateurs[23] (première diffusion)

Carl montre qu'il a bien été mordu lorsqu'il est sorti pour aider Siddiq. Ayant conscience de son état, des flashbacks montrent comment il a préparé son depart, en passant du temps avec ses proches, se prenant en photo avec sa petite sœur et en écrivant une lettre pour chaque personne importante à ses yeux. Lors de ses flashbacks, Carl a imaginé son père Rick, âgé, en espérant un monde meilleur pour ses camarades, où tous vivent en harmonie avec Negan ayant même intégré la communauté. Retour à la réalité, le groupe décide d'amener les survivants d'Alexandria à la Colline. Afin d'éviter le voyage à Carl, Daryl se charge de mener le groupe et de veiller sur Judith. Seuls Rick et Michonne restent avec Carl pour ses derniers instants. 
- Cet épisode marque le grand départ de l'acteur Chandler Riggs, qui interprétait le personnage de Carl Grimes depuis le début de la série
- Lauren Cohan, Seth Gilliam, Ross Marquand, Tom Payne, Xander Berkeley, Katelyn Nacon, Steven Ogg et Pollyanna McIntosh n'apparaissent pas dans cet épisode.
- Cet épisode a une durée totale de 54 minutes.

### Épisode 10:Les Égarés et les Pillards
- États-Unis : 4 mars 2018 sur AMC
- France : 
  - 5 mars 2018 sur OCS Choc[13] (en VOSTFr)
  - 10 juin 2018 sur OCS Choc (en VF)
- Suisse : 6 mars 2018 sur RTS Un (en VOSTFr)
- Belgique : 
  - 7 mars 2018 sur Be Séries (en VOSTFr)
  - 29 mai 2018 sur Be Séries[14] (en VF)

- États-Unis : 6,82 millions de téléspectateurs[24] (première diffusion)

Michonne
Rick et Michonne décident de quitter Alexandria, maintenant envahie par les rôdeurs. Ils repassent sur les lieux où ils ont vécu, remplis de souvenirs (les empreintes de Carl sur le perron, etc.). Alors qu'ils prennent la route vers la Décharge, Michonne inspecte les lettres d'adieux de Carl et découvre que ce dernier en a adressé une à Negan. Elle le dit aussitôt à Rick, qui dans un premier temps ignore et ne pense qu'à se diriger vers la Décharge pour parler à Jadis. Lorsqu'ils entrent à la Décharge, ils sont accueillis par une horde de rôdeurs.
Negan
Negan sait que la communauté de la Décharge les a trahis et il demande à Simon de se rendre là-bas pour faire passer un message à Jadis : récupérer leurs armes pour les avoir trahis. Simon ne semble pas de cet avis et veut leur faire payer le prix fort mais contre toute attente, Negan l'en dissuade. Il lui dit simplement d'en tuer un, pour que tout le groupe lui obéisse. 
Enid
Partie avec Aaron pour tenter de recruter les femmes d'Oceanside qui refusent de se mêler au conflit, Cyndie, désormais aux commandes de la communauté, décide de les laisser en vie (bien qu'Enid ait tué sa grand-mère) en leur faisant promettre de ne jamais revenir. Enid décide de respecter leur choix contrairement à Aaron. Elle quitte son ami pour rentrer à la Colline et laisse Aaron sur place pour tenter de les convaincre. 
Simon
Simon se rend donc à la Décharge avec ses hommes. Après discussion, il comprend qu'il existe un héliport près de la Décharge avec des panneaux solaires. Si Jadis ne s'étend pas sur le sujet, elle accepte de céder les armes et s'excuse publiquement. Mais Simon craque et abat un à un tous les habitants devant Jadis, qu'ils abandonnent seule vouée à son sort. 
Jadis
Perchée en haut de sa Décharge, brisée et terrifiée, voit Rick et Michonne arriver tout en se dégageant de la horde de rôdeurs, qui n'étaient autres que ses anciens amis. Elle leur raconte ce qui s'est passé et les implore de se sauver avec eux. Rick, qui lui en veut de les avoir abandonnés lors de l'attaque du Sanctuaire, l'abandonne à son tour. Alors qu'elle semble seule, elle décide de ne pas en rester là et se rend jusqu'au hachoir où elle attire les rôdeurs (ses anciens camarades). Ils finissent tous broyés devant elle.
Rick
- Cet épisode est découpé en six chapitres, chacun centré sur un personnage : Michonne, Negan, Enid, Simon, Jadis et Rick.
- Norman Reedus, Lauren Cohan, Melissa McBride, Lennie James, Alanna Masterson, Josh McDermitt, Christian Serratos, Seth Gilliam, Austin Amelio, Tom Payne, Xander Berkeley et Khary Payton n'apparaissent pas dans cet épisode.

### Épisode 11:Vivant ou Mort ou
- États-Unis : 11 mars 2018 sur AMC
- France : 
  - 12 mars 2018 sur OCS Choc (en VOSTFr)
  - 17 juin 2018 sur OCS Choc (en VF)
- Suisse : 13 mars 2018 sur RTS Un (en VOSTFr)
- Belgique : 
  - 14 mars 2018 sur Be Séries (en VOSTFr)
  - 5 juin 2018 sur Be Séries[14] (en VF)

- États-Unis : 6,6 millions de téléspectateurs[25] (première diffusion)

Daryl conduit les survivants d'Alexandria vers la Colline accompagné de Rosita, Tara et Dwight. Pendant que le Dr Harlan Carson et Gabriel en fuite essayent de retrouver leur chemin. Cependant, l'infection de Gabriel gagne du terrain et il devient peu à peu aveugle. Après quelques recherches, ils trouvent refuge dans une cabane abandonnée. De leur côté, le groupe de Daryl se repose tandis que Tara veut se venger de Dwight pour la mort de Denise. La Colline se fortifie et Carol a des soucis face au comportement de Morgan avec Henry qui surveillent les prisonniers, elle reprend le poste.
De son côté, Negan rend visite à Eugène, il le rabroue concernant la disparition de Gabriel et son médecin, mais lui confie l'avant-poste où les Sauveurs fabriquent des munitions en lui assurant une provision de vin. Gabriel et Carson découvrent une station radio dans la cabane, son opérateur suicidé et des antibiotiques, Gabriel est sauvé et y voit la main de dieu, il restera malgré tout avec une vue limitée. Daryl et Rosita ne voient pas de chemin sûr vers la Colline, Dwight leur conseille un passage dans les marais où Negan ne s’aventurerait pas.
À la Colline, les provisions s'amenuisent en prenant en compte les prisonniers, Dianne recommande à Maggie de diminuer les rations. 
Daryl, Rosita, Siddiq et Scott commencent à nettoyer le marais des rôdeurs, laissant Tara avec Dwight en arrière. Elle élimine des rôdeurs avec Dwight à l'écart des autres survivants puis essaye de le tuer. Une course-poursuite commence mais un groupe de sauveurs arrive et Tara se cache avec Dwight tout en le maintenant en joue avec son révolver. 
Gabriel ayant trouvé des clés de voiture, il part avec Carson à sa recherche et tombent sur des pièges à loup. Carson à le pied entaillé et manque de se faire mordre.
En parallèle, Dwight se dévoile au groupe de sauveurs, puis les écarte du marais laissant Tara rejoindre Rosita puis Daryl qui éclate de colère pensant que Dwight va les trahir. Mais Tara a changé brusquement d'avis concernant Dwight et le défend. Le groupe passe à travers le marais et rejoint enfin la Colline. 
Gabriel et Carson retrouve la voiture juste à l'arrivée des Sauveurs qui les arrêtent. Carson prend une arme aux Sauveurs et se tire une balle dans la tête. Gabriel rejoint Eugène qui l'utilise alors à trier les cartouches.

### Épisode 12:La Clé
- États-Unis : 18 mars 2018 sur AMC
- France : 
  - 19 mars 2018 sur OCS Choc (en VOSTFr)
  - 17 juin 2018 sur OCS Choc (en VF)
- Suisse : 20 mars 2018 sur RTS Un (en VOSTFr)
- Belgique : 
  - 21 mars 2018 sur Be Séries (en VOSTFr)
  - 5 juin 2018 sur Be Séries[14] (en VF)

- États-Unis : 6,66 millions de téléspectateurs[26] (première diffusion)

Les sauveurs partent pour la Colline, Dwight est avec Simon et Negan termine le convoi. Rick et Michonne retrouvent Judith et dévoilent la mort de Carl. Maggie décèle une étrange caisse situé à l'extérieur des remparts. Rosita ramène la caisse qui recèle un message avec un rendez-vous pour un échange entre des vivres et des disques contre "la clé du futur". 
Rick posté sur une hauteur voit le convoi des sauveurs avec Negan mais au lieu d'alarmer la Colline, il s'élance à la poursuite de Negan. Il le percute avec sa voiture dans les rues d'un village. Negan s'échappe en voiture suivi par Rick. Simon décide d'arrêter le convoi et forme un périmètre de sécurité. Simon et Dwight partent à pied à la recherche de Negan. Leurs deux véhicules hors service, Rick poursuit Negan en lui tirant dessus, Negan n'étant armé que de Lucille. Negan rentre dans une maison abandonnée suivi de Rick, il s'ensuit une bataille entre les deux et Negan se retrouve au sous-sol infesté de marcheurs. 
Simon ayant trouvé la voiture de Negan abandonnée, déclare que Negan est introuvable et veut en profiter pour en finir avec la colline. 
Maggie, Michonne et Rosita rencontrent Georgie au point de rendez-vous, mais au lieu de conclure un marché, Georgie et ses deux amies sont faites prisonnières. 
Rick trouve Lucille et y met le feu, mais Negan réapparait et une bataille a lieu au milieu des marcheurs. Negan réussi à s'échapper par une fenêtre.
Maggie donne à Georgie une caisse de disques, en échange Georgie lui donne des vivres et un manuel de construction d'une communauté puis quitte la Colline. 
Simon rassemble les Sauveurs au nom de Negan et ils partent exterminer la Colline. 

### Épisode 13:Ne nous égare pas
- États-Unis : 25 mars 2018 sur AMC
- France :
  - 26 mars 2018 sur OCS Choc (en VOSTFr)
  - 24 juin 2018 sur OCS Choc (en VF)
- Suisse : 27 mars 2018 sur RTS Un (en VOSTFr)
- Belgique : 28 mars 2018 sur Be Séries (en VOSTFr)
  - 12 juin 2018 sur Be Séries[14] (en VF)

- États-Unis : 6,77 millions de téléspectateurs[27] (première diffusion)

### Épisode 14:Ça compte encore
- États-Unis : 1er avril 2018 sur AMC
- France :
  - 2 avril 2018 sur OCS Choc (en VOSTFr)
  - 24 juin 2018 sur OCS Choc (en VF)
- Suisse : 3 avril 2018 sur RTS Un (en VOSTFr)
- Belgique : 4 avril 2018 sur Be Séries (en VOSTFr)
  - 12 juin 2018 sur Be Séries[14] (en VF)

- États-Unis : 6,29 millions de téléspectateurs[28] (première diffusion)

### Épisode 15:Valeur
- États-Unis : 8 avril 2018 sur AMC
- France :
  - 9 avril 2018 sur OCS Choc (en VOSTFr)
  - 1er juillet 2018 sur OCS Choc (en VF)
- Suisse : 10 avril 2018 sur RTS Un (en VOSTFr)
- Belgique : 11 avril 2018 sur Be Séries (en VOSTFr)
  - 19 juin 2018 sur Be Séries[14] (en VF)

- États-Unis : 6,67 millions de téléspectateurs[29] (première diffusion)

- Cet épisode marque le départ de l'acteur Steven Ogg.

### Épisode 16:Colère
- États-Unis : 15 avril 2018 sur AMC
- France :
  - 16 avril 2018 sur OCS Choc (en VOSTFr)
  - 1er juillet 2018 sur OCS Choc (en VF)
- Suisse : 17 avril 2018 sur RTS Un (en VOSTFr)
- Belgique : 18 avril 2018 sur Be Séries (en VOSTFr)
  - 19 juin 2018 sur Be Séries[14] (en VF)

- États-Unis : 7,92 millions de téléspectateurs[30] (première diffusion)

- Cet épisode marque le grand départ de l'acteur Lennie James, qui interprétait le personnage de Morgan Jones depuis le début de la série. Le personnage apparaît néanmoins à partir du premier épisode de la quatrième saison de Fear the Walking Dead, diffusé dans la foulée de ce seizième épisode.
- Cet épisode marque également le départ de l'acteur Austin Amelio, qui interprétait le personnage de Dwight depuis la sixième saison. L'acteur reprend son rôle à partir de la cinquième saison de Fear the Walking Dead.